# Мальцев, Иван Анатольевич
Ива́н Анато́льевич Ма́льцев (род. 29 января 1944, Козьмодемьянск, Марийская АССР) — советский и российский математик, специалист в области алгебры, математической логики, дискретной математики, доктор физико-математических наук, профессор, автор учебников для вузов.

## Биография
Родился 29.01.1944 в Козьмодемьянске Марийской АССР в семье математиков А. И. Мальцева и Н. П. Гостик. Окончил механико-математический факультет НГУ по специальности «Математика» (1966).
С 1965 г. работает в лаборатории алгебраических систем Института математики (ИМ) СО АН СССР / РАН: младший научный сотрудник (1967), научный сотрудник (1986), старший научный сотрудник (1987), ведущий научный сотрудник (с 2005).
С 1967 г. по совместительству преподаёт в НГУ: ассистент кафедры алгебры и математической логики, старший преподаватель (1974), доцент (1978), профессор (с 2005) кафедры высшей математики.
Также с 2001 г. преподаёт в Сибирском государственном университете телекоммуникаций и информатики: доцент кафедры прикладной математики и кибернетики, с 2004 г. профессор кафедры высшей математики.
Учёные степени:
- кандидат физико-математических наук, тема диссертации «Клетки и клеточные подалгебры итеративных алгебр Поста» (1974);
- доктор физико-математических наук, тема диссертации «Итеративные алгебры, близкие к транзитивным» (2004).

Научные интересы: исследования подалгебр итеративных алгебр Поста конечного ранга. Описал решётки итеративных алгебр, образованных квазилинейными функциями ранга три. Изучил свойства итеративных алгебр, содержащих все унарные функции, а также свойства согласованных произведений таких алгебр. Исследовал возможность разделения клонов гипертождествами. Нашёл гипертождества, разделяющие клоны определённых видов.

## Награды и премии
Лауреат премии Правительства Российской Федерации в области образования (2010) в составе творческого коллектива (Ю. Л. Ершов,
С. С. Гончаров,
Л. Л. Максимова,
Е. А. Палютин,
С. В. Судоплатов,
И. А. Лавров,
Е. В. Овчинникова)
за цикл трудов «Концепция формирования логико-математического образования в высшей школе».

## Основные работы
Автор более 60 научных публикаций.
Книги
- Линейная алгебра. — Новосибирск : Изд-во Ин-та математики, 2001. — 315 с.; 22 см; ISBN 5-86134-092-7
  - Линейная алгебра : учебное пособие. — Изд. 2-е, испр. и доп. — Санкт-Петербург [и др.] : Лань, 2010. — 379 с.; 22 см. — (Учебники для вузов. Специальная литература).; ISBN 978-5-8114-1011-8
- Дискретная математика. — Новосибирск : Изд-во Ин-та математики, 2007 (Новосибирск : Омега Принт). — 280 с. : ил., табл.; 22 см; ISBN 978-5-86134-140-0
  - Дискретная математика [Текст] : учебное пособие. — Изд. 2-е, испр. — Санкт-Петербург [и др.] : Лань, 2011. — 290 с. : ил., табл.; 22 см; ISBN 978-5-8114-1010-1
- Итеративные алгебры Поста [Текст] / А. И. Мальцев, И. А. Мальцев ; Российская акад. наук, Ин-т математики им. С. Л. Соболева СО РАН. — Москва : Наука, 2012. — 198 с. : ил.; 20 см; ISBN 978-5-02-037994-7
- Элементы линейной алгебры [Текст] : учебное пособие / М-во образования и науки РФ, Новосибирский гос. ун-т, Мех.-мат. фак., Каф. высш. математики. — Новосибирск : РИЦ НГУ, 2015. — 208 с.; 21 см; ISBN 978-5-4437-0339-8

Избранные статьи
- Гипертождества QZ-алгебр // Сиб. матем. журнал. 1989. Т. 30, № 6. С. 132—139. (в соавт.)
- О разделимости клонов гипертождествами // Сиб. матем. журнал. 1995. Т. 36, № 5. C. 1050—1066.
- Произведения итеративных алгебр // Сиб. матем. журнал. 1999. Т. 40, № 1. С. 102—112. (в соавт.)
- Конгруэнции на подклонах клона Бурле ранга 3, не содержащих креативных функций // Сиб. матем. журнал. 2008. Т. 49, № 5. С. 1087—1104. (в соавт.)
- Гипертождества квазилинейных клонов на трёхэлементном множестве // Сиб. матем. журнал. 2014. Т. 55, № 2. С. 350—363.